# Sermão de Nossa Senhora do Rosário
O Sermão de Nossa Senhora do Rosário faz parte de Maria Rosa Mística e aparece na sequência dos trinta Sermões que constituem a obra, no décimo quinto lugar. O assunto do Sermão, é o modo de rezar o Rosário.